# Цына, Пётр Семёнович

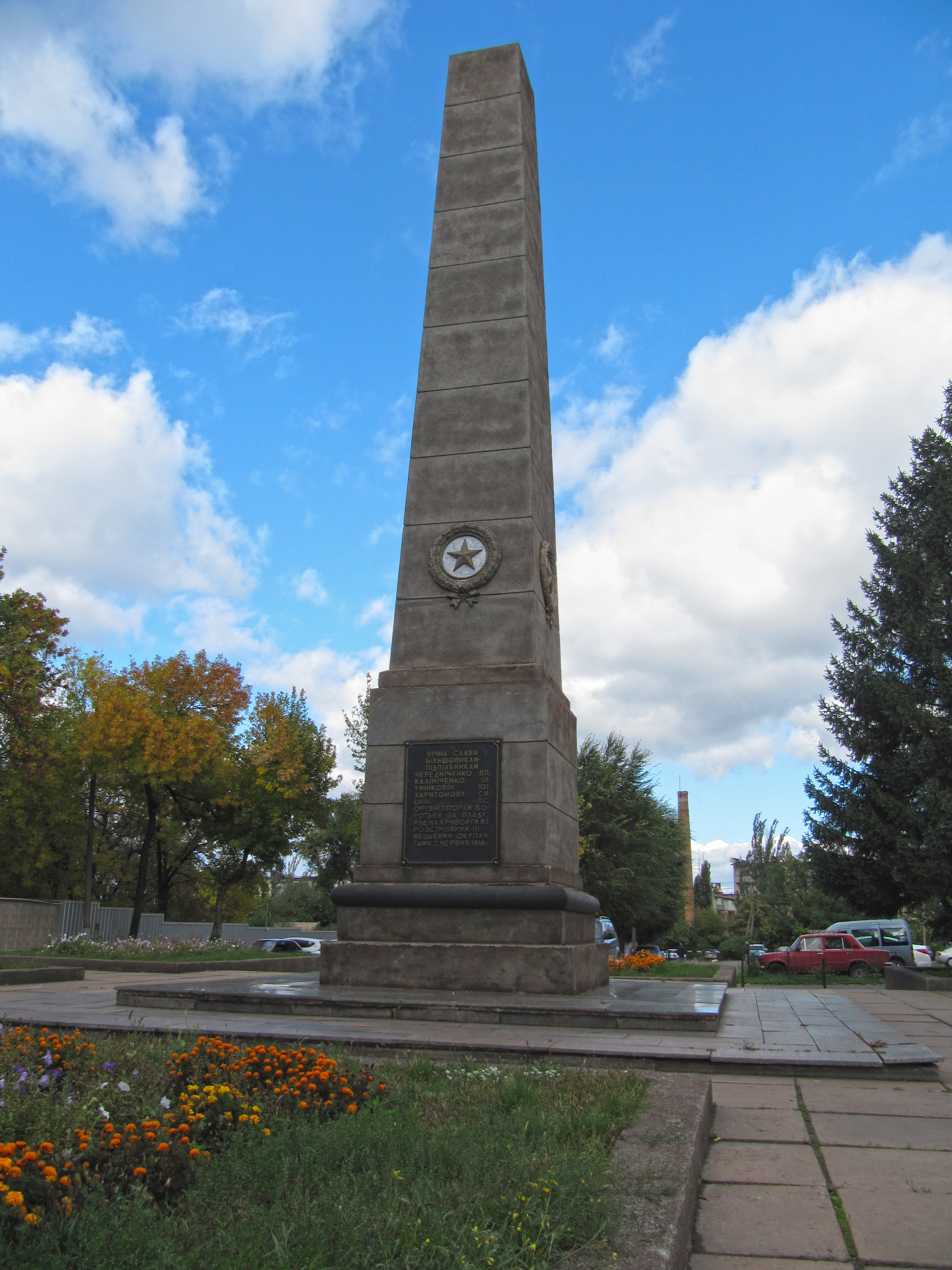
Братская могила коммунистов-подпольщиков

Цына Пётр Семёнович (1891, Кривой Рог, Херсонская губерния — 2 июня 1918, Кривой Рог, Херсонская губерния) — криворожский горняк, активный участник революционного движения и трудовой борьбы, вооружённого восстания за власть Советов, организатор первых отрядов Красной гвардии на Криворожье.

## Биография
Родился в 1891 году в местечке Кривой Рог.
Образование неоконченное среднее. Работал на Стародобровольском руднике возле села Латовка.
В 1917 году познакомился с В. П. Чередниченко и И. Л. Калиниченко, под влиянием которых вступил в РСДРП. Участвовал в создании и организации рудничной партийной ячейки. В апреле 1917 года формировал отряды Красной гвардии, энергично вёл агитацию среди рабочих. В январе 1918 года участвовал в вооружённом восстании на Криворожье. Избирался депутатом Криворожского совета. Когда к городу приблизились австро-немецкие войска хотел идти на фронт, но по приказу партийных органов остался в оккупированном городе.
Во время австро-немецкой оккупации Украины в 1918 году находится на подпольной работе. В апреле 1918 года была образована нелегальная партийная организация, в комитет которой вошли В. П. Чередниченко, И. Л. Калиниченко, Ю. И. Умникова, С. М. Харитонов и П. С. Цына. Комитет развернул агитацию, призывая к борьбе против оккупантов. В конце мая подпольщики были схвачены. Расстрелян австро-немецкими оккупантами 2 июня 1918 года на окраине города вместе со всеми членами комитета. Похоронен в Кривом Роге в братской могиле вместе с расстрелянными соратниками.

## Память
- До 2016 года именем названа ныне Горнозаводская улица в городе Кривой Рог[3][4].